# ستين فريفين
ستين فريفين (18 يوليو 1973 بهاسلت في بلجيكا - ) هو مدرب كرة قدم ولاعب كرة قدم بلجيكي في مركز الدفاع. شارك مع منتخب بلجيكا تحت 18 سنة لكرة القدم ومنتخب بلجيكا تحت 21 سنة لكرة القدم ومنتخب بلجيكا لكرة القدم. أما مع النوادي، فقد لعب مع أدو دين هاغ وفيتيسه آرنهم وكيه في ميخيلين ونادي أوترخت ونادي أومونيا ونادي سينت ترويدن ونادي غينت ونادي كايزرسلاوترن ونادي تونغيرين ‏.

## روابط خارجية
- ستين فريفين على موقع الاتحاد البلجيكي (الإنجليزية)
- ستين فريفين على موقع قاعدة بيانات كرة القدم.إي يو (الإنجليزية)
- ستين فريفين على موقع ناشيونال فوتبول تيمز (الإنجليزية)
- ستين فريفين على موقع عالم كرة القدم.نت (الإنجليزية)